# Aymoré (empresa)
Aymoré é uma empresa brasileira de gêneros alimentícios. Fundada em Contagem em 1924 sob o nome Produtos Alimentícios Cardoso, mudou sua razão social em 1975 ao adquirir a marca Aymoré da paulista Refinações de Milho Brasil. No início da década de 1990, chegou a reunir quatro fábricas de biscoitos, balas e doces e a faturar 100 milhões de dólares por ano. Associou-se à Danone em 1996, e a partir de 2005 passou a ser controlada pela Arcor.

## História
O surgimento do grupo Aymoré remonta a 1958, com a fundação em Contagem da Produtos Alimentícios Cardoso S.A. pelos irmãos galegos Severino Ballesteros Rodrigues, Santiago e Visitacion Ballesteros, que haviam imigrado para o Brasil na década de 1920.
Dez anos depois, com o negócio de biscoitos consolidado, foi realizada a aquisição do maquinário e patentes da Fábrica de Balas Suíssa e, em 1969, dos equipamentos da Produtos Alimentícios Morro Velho, o que permitiu a diversificação da linha de produtos com balas e caramelos.
Em 1975, ocorre sua maior expansão, com a incorporação de todo o acervo da antiga Massas Aymoré, fundada na década de 1920 e pertencente à Refinações de Milho Brasil, de São Paulo. A partir de então, os produtos da Cardoso S.A. passaram a ser vendidos ostentando a tradicional marca Aymoré, cuja fabricação era feita agora exclusivamente em Minas Gerais.
Em 1996, associou-se à Danone, que no começo da década de 2000 obteve controle acionário da Aymoré. Em 2005, foi a vez da Danone associar-se à Arcor, que assumiu a produção dos biscoitos.

## Os 90 anos da Aymoré
A Aymoré decidiu homenagear os mineiros, fazendo com que sua marca passasse a se chamar uaimoré por algum tempo, a ideia de homenagear veio dos 90 anos que a aymoré vem fabricando seus produtos no estado de Minas Gerais, na cidade de Contagem, onde montaram a sua primeira fábrica.